# Adela Iosif
Adela Iosif (n. 5 aprilie 2002, Cluj-Napoca, Cluj) este o jucătoare română de fotbal pe postul de fundaș.